# Холмские ворота
Холмские ворота — одни из пяти ворот оборонительной казармы в цитадели Брестской крепости.
Выводят на мост через южный рукав реки Мухавец.
Названы по имени города Хелма, так как дорога от ворот вела в южном направлении в сторону этого города. Построены в классическом стиле в начале XIX века. Первоначально назывались «Проезд через оборонительную казарму».
Ворота на внешнем фасаде были украшены башенками, которые сохранились до наших дней частично, так как были сильно повреждены при обороне Брестской крепости в начале Великой Отечественной войны (июнь 1941 года). Красные кирпичи Холмских ворот сохранили следы пуль и снарядов.
Сегодня эти ворота — символ Брестской крепости.